# Seznam sásánovských velkokrálů
Seznam sásánovských velkokrálů zahrnuje všechny vladaře novoperské říše mezi lety 224 a 651 n. l. Do seznamu jsou zařazeni i dva králové, kteří nebyli příslušníky sásánovského rodu – Bahrám Čóvén a Šahrvaráz.

## Seznam sásánovských velkokrálů
| Král              | Doba panování     | Poznámka | Mincovní portrét |
| ----------------- | ----------------- | --- | ---------------- |
| Ardašír I.        | 224–240/241       | Porazil parthského krále Artabana IV. a na troskách jeho říše založil sásánovský stát.                                                                           |                  |
| Šápúr I.          | 240/241–271/272   | Vedl dlouholeté úspěšné války s Římany, při nichž roku 260 zajal císaře Valeriana.                                                                               |                  |
| Hormizd I.        | 271/272–273       | Původně arménský král, syn Šápúra I. Zúčastnil se některých otcových tažení proti Římu.                                                                          |                  |
| Bahrám I.         | 273–276           | Podporoval zarathuštrismus a dal popravit náboženského reformátora Máního, zakladatele manicheismu.                                                              |                  |
| Bahrám II.        | 276–293           | Vedl krátkou válku s Římem, při níž zahynul císař Carus. Velký vliv na něj měl duchovní Kartír.                                                                  |                  |
| Bahrám III.       | 293               | Svržen svým strýcem Narsém. |                  |
| Narsé             | 293–302           | Poražen Římany a donucen mírem v Nisibis vzdát se určitých území.                                                                                                |                  |
| Hormizd II.       | 302–309           | Oženil se s kušánskou princeznou. Po jeho smrti propukly spory o trůn mezi jeho syny.                                                                            |                  |
| Ádhar Narsé       | 309               | Vládl jen krátce, svržen převratem. |                  |
| Šápúr II.         | 309–379           | Bojoval s arabskými kmeny i s Římem, v roce 363 odrazil vpád císaře Juliana do Mezopotámie. Pronásledoval křesťany.                                              |                  |
| Ardašír II.       | 379–383           | Bratr nebo syn Šápúra II. |                  |
| Šápúr III.        | 383–388           | Dohodl se Římany o rozdělení Arménie mezi obě říše. |                  |
| Bahrám IV.        | 388–399           | Odrazil vpád hunských etnik do Mezopotámie. |                  |
| Jazdkart I.       | 399–421           | Oproti svým předchůdcům vystupoval tolerantně vůči křesťanům. |                  |
| Bahrám V. Gór     | 421–439           | Vedl krátkou válku s Římem, v perské tradici je s ním spojena řada legend.                                                                                       |                  |
| Jazdkart II.      | 439–457           | Diskriminoval křesťany a válčil s východořímskou říší. |                  |
| Hormizd III.      | 457–459           | Svržen bratrem Pérózem. |                  |
| Péróz I.          | 459–484           | Utrpěl těžké porážky od Hefthalitů na severovýchodě. |                  |
| Valgaš            | 484–488           | Postupné posilování moci šlechtických klik. |                  |
| Kavád I.          | 488–496 a 499–531 | Pokus o obnovení královské moci. Sociální nepokoje vedené Mazdakem. Nakrátko svržen, ale po třech letech opět dosazen na trůn. Vedl války s východořímskou říší. |                  |
| Zámásp            | 496–499           | Bratr Kavádův, vládl krátce z vůle šlechty. Sesazen. |                  |
| Husrav I.         | 531–579           | Reformoval daňový systém a vojenství, po většinu vlády bojoval s císařem Justinianem I. Rozkvět perské kultury.                                                  |                  |
| Hormizd IV.       | 579–590           | Vystupoval despoticky, sesazen palácovým převratem. |                  |
| Bahrám Čóvén      | 590–591           | Uzurpátor, nepatřil k sásánovskému rodu. Svržen za pomoci východořímských vojsk synem Hormizda IV. Husravem II.                                                  |                  |
| Husrav II.        | 590/591–628       | Poslední významný sásánovský král. Řadu let úspěšně válčil s východořímskou říší a dobyl četné její provincie, nakonec však byl poražen a zavražděn.             |                  |
| Kavád II. Šéróé   | 628               | Udržel se na trůně jen několik měsíců, počátek úpadku sásánovské říše.                                                                                           |                  |
| Ardašír III.      | 628–630           | Nezletilý král, vládl pouze nominálně. |                  |
| Šahrvaráz         | 630               | Uzurpátor, nepatřil k sásánovskému rodu. Svržen. |                  |
| Husrav III.       | 630               | Vládl jen v části říše. |                  |
| Bórán             | 630–631           | První sásánovská královna. |                  |
| Ázarméducht       | 631               | Druhá královna, svržena armádou. |                  |
| Hormizd V.        | 631–632           | Vládl jen v části říše. |                  |
| Husrav IV.        | nejistá           | Vládl jen v části říše. |                  |
| Péróz II.         | nejistá           | Vládl jen v části říše. |                  |
| Farruchzád Husrav | nejistá           | Vládl jen v části říše. |                  |
| Jazdkart III.     | 633–651           | Poslední sásánovský král, poražen v mnoha bitvách Araby, nakonec zavražděn. Rozpad říše a islamizace jejího teritoria.                                           |                  |